# Фетишизъм към измокряне и изцапване
Фетишизмът към измокряне и изцапване (на английски: wet and messy) е сексуално влечение към хора с мокри или изцапани (с хранителни продукти, кал и др.) тела/дрехи.
Има активна и пасивна версия на този вид фетишизъм: пасивните се радват на вида на лице от обратния пол, при негово/нейно съприкосновение с дадената материя. При активната версия самият фетишист влиза в допир с материята.
Има две други подверсии: фетишисти на продължителното съприкосновение и фетишисти на акта на съприкосновение. Първите се изцапват/измокрят и после дълго време прекрават в изцапано/измокрено състояние. Последните се интересуват само от процеса на изцапване/измокряне – те бавно се изцапват/измокрят, а после се изчистват (свалят мокрите дрехи).
Тези форми на фетишизъм могат да се практикуват и с дрехи, и без дрехи, като измокрянето се практикува само с дрехи.

## Различия
Докато фетишистите към изцапване обикновено харесват и фетишизма към измокряне, фетишистите към измокряне обикновено не харесват фетишизма към изцапване.
- Фетишизмът към изцапване има връзка с обичайната сексуалност: бой с торти (известен от нямото кино) и кална борба на жени, облечени в бански или бельо.
- Връзка с обичайната сексуалност има фетишизмът към „прозрачно“ измокряне. Докато при традиционния фетишизъм към измокряне се набляга на мокротата на дрехите, при прозрачната версия акцентът пада върху голото тяло, като прозира през мократа дреха. Това е в кръга на обичайната сексуалност (например конкурси „мокра фланелка“).

Следните материи не са предмет на фетишизма към измокряне и изцапване: изпражнения, урина, сперма, и по принцип всякакви телесни течности. Сексуалното привличане към тези субстанции е предмет на други видове фетишизъм.

## Нефетишистки версии
Докато фетишизмът към измокряне в западната култура е рядък, в Азия, главно в Индия и Пакистан това е разпостранена форма на еротизъм. Културата в тези държави не допуска порнография, поради което мнозина харесват по-меки еротични жанрове. В много индийски филми почти задължителен еротичен елемент е сцена с мокро сари. Също така в индийски и пакистански видеоклипове често явление в певица или танцьорка в мокри дрехи („дъждовен танц“).
Мокренето и цапането в нефетишистка форма се среща и:
- При някои реклами като начин за привличане на внимание на зрителя,
- Победителите на състезания на коли и мотоциклети поливат себе и околните с шампанско,
- В някои държави съществува обичай облечени хора да бъдат поливани с вода по случай някои празници: например в Полша и в Унгария на Великден мъжете поливат с вода жените[3] и фестивала Сонгкран в Тайланд, където и мъже и жени биват обливани с вода[4],
- В християнството при кръщене се извършва с пълно потапяне във вода,
- Празнуване на края на учебната година чрез влизане във фонтан, разпостраняващ обичай в Русия,
- В някои мюсюлмански страни жените на плаж се къпят облечени, поради това, че банският костюм се брои за неприлично облекло.